# Атеней (русский журнал, 1858—1859)
Атене́й. Журна́л кри́тики, совреме́нной исто́рии и литерату́ры. — русский журнал, выходивший ежемесячно с 1 января 1858 по 1 мая 1859 года в Москве под редакцией Евгения Корша. За 16 месяцев вышло 8 книжек ин-октаво.
Несмотря на большое количество имён и серьёзность претензий, журнал закрылся за недостатком подписчиков, по выражению Корша из «Послесловия» к журналу (помещённого в последнем выпуске), «истощив в борьбе с равнодушием публики все средства». Одной из причин этого равнодушия исследователи видят в том, что общепрогрессивное направление журнала было слишком неопределённым.

## Авторы журнала
В журнале принимали участие лучшие силы литературы и журналистики конца 1850-х — 1860-х годов:
- И. А. Гончаров.
- И. С. Тургенев.
- М. Е. Салтыков-Щедрин под псевдонимом «Н. Щедрин».
- С. М. Соловьёв.
- А. В. Станкевич
- С. В. Ешевский.
- Д. И. Иловайский.
- А. Чужбинский.
- Ф. И. Буслаев.
- Н. Г. Чернышевский (в частности, здесь поместил статью «Русский человек на rendez-vous»).
- Б. Н. Чичерин.
- М. П. Погодин.

На страницах журнала были впервые опубликованы русские переводы повестей и новелл Вашингтона Ирвинга, отрывки из романа Фенимора Купера «Пионеры».